# World Government Summit
Il World Government Summit (Incontro mondiale dei governi) è un'organizzazione internazionale con sede negli Emirati Arabi Uniti che serve come piattaforma per il dialogo globale con il tentativo di rivoluzionare come i governi operano e come vengono attuate le loro politiche. 
La visione dell'organizzazione è di aiutare l'umanità in generale, ha lo scopo di rendere più forti i governi per il futuro con l'obiettivo finale di migliorare le vite di sette miliardi di persone nel mondo. 
L'incontro agisce come uno centro di scambio di conoscenze tra governi, tecnologia e innovazione. Fu creato e incubato da un gruppo di esperti di diverse discipline con lo sforzo di portare insieme i governi, la società civile e le imprese.

## Presenze
Nei precedenti incontri sono intervenuti:
- Sheikh Mohammad Bin Rashid Al Maktoum, Vice Presidente e primo ministro degli Emirati Arabi Uniti e governatore di Dubai
- Klaus Scwab, Fondatore del World Economic Forum
- Barack Obama, Ex presidente statunitense[3][4]
- Jim Yong Kim, Presidente della Banca Mondiale[5]
- Bank Ki Moon, Segretario generale delle Nazioni Unite[6]
- Sheikh Mohammed Bin Zayed Al Nahyan, principe di Abu Dhabi e comandante supremo delle forze armate emiratine[7]
- Paul Kagame, Presidente del Ruanda[8]
- Regina Rania Al Abdullah, Regina di Giordania[9]
- Jose Angel Gurria, Segretario generale di OECD[10]
- Joseph Muscat, Primo ministro di Malta[11]
- Muhammad Yunus, Premio Nobel per la pace[12]
- Kathy Calvin, Presidente e capo esecutivo della United Nations Foundation[13]
- AbdulLatif Al Zayani, Segretario generale del, Consiglio di cooperazione del Golfo
- Jennifer Blanke, Capo economista del World Economic Forum
- Richard Branson, Fondatore di Virgin Group[14]
- Steve Wozniak, Cofondatore di Apple Inc[15][16]
- Boo Keun Yoon, Amministratore delegato di Samsung Electronics[17]